# Station Chmielnik Buski
Station Chmielnik Buski is een spoorwegstation in de Poolse plaats Chmielnik.